# Luz Oliveros-Belardo
 Luz Oliveros-Belardo (* 3. November 1906 in Navotas, Philippinen; † 12. Dezember 1999 Philippinen) war eine philippinische Chemikerin und Hochschullehrerin.

## Leben und Werk
Oliveros-Belardo war das älteste von acht Kindern des Bauern und Geschäftsmannes Aurelio Oliveros und Elisa Belarmino. Sie besuchte 1921 die Silang Elementary School in Cavite und danach das Philippine Women’s College, die heutige Philippine Women’s University (PWU) in Manila. An beiden Schulen wurde sie als Jahrgangsbeste geehrt.
Sie studierte Pharmazie an der Universität der Philippinen, wo sie 1929 einen Bachelor of Science erwarb. Während sie als Apothekerin arbeitete, schloss sie ihr Studium 1933 mit einem Master of Science in Pharmazeutischer Chemie ab. Mit einem Fulbright-Reisestipendium und einem Stipendiums der American Association of University Women promovierte sie 1957 in pharmazeutischer Chemie an der University of Connecticut mit einer Dissertation über die molekulare Refraktion von Terpenen.
Oliveros-Belardo war Direktorin des Natural Sciences Research Center an der Philippine Women’s University. 1947 wurde sie zur Dekanin des College of Pharmacy ernannt. Mit einem Stipendium der American Association of University Women forschte sie in den Jahren 1965–1966 an der Stanford University.
Oliveros-Belardo forschte über die Chemie von Naturprodukten und ätherischen Ölen aus philippinischen Pflanzen. Sie lieferte wissenschaftliche Erklärungen für die Wirksamkeit von Heilpflanzen, die nicht auf Überzeugungen beruhte. Sie hat 33 neue philippinische ätherische Öle extrahiert und deren chemische und physikalische Eigenschaften untersucht. Die Ergebnisse ihrer Arbeit fanden Anwendung bei der Entwicklung neuer Geschmacksrichtungen und in pflanzlichen Arzneimitteln. Sie fand heraus, dass Verbindungen im Zitronengras wie Kaliumcitrat bei der Behandlung von Bluthochdruck wirksam sein können. Sie war eine der ersten Südostasiaten, die Chichirica-Blätter (Vinca rosea) untersuchte und entdeckte, dass sie viele ätherische Öle, Alkaloide, Glykoside, Terpenoide, Sterole und Fettsäuren enthalten. Oleoresin, gewonnen aus Dipterocarpus grandiflorus, einem Baum, der in Südostasien häufig zur Herstellung von Holzkohle, Papierzellstoff verwendet wird, entwickelte sie zu einem Bestandteil zur Verwendung von Motorkraftstoffen.
Für ihre umfangreiche Forschung zu Kräutermedizin und Pflanzenextrakten wurde sie 1987 als Nationalwissenschaftlerin der Philippinen ausgezeichnet, die höchste Auszeichnung, die die philippinische Regierung philippinischen Wissenschaftlern verleiht.
Oliveros-Belardo war mit dem Zahnarzt Ricardo A. Belardo verheiratet, mit dem sie zwei Töchter bekam.
Sie starb 1999 im Alter von 93 Jahren.

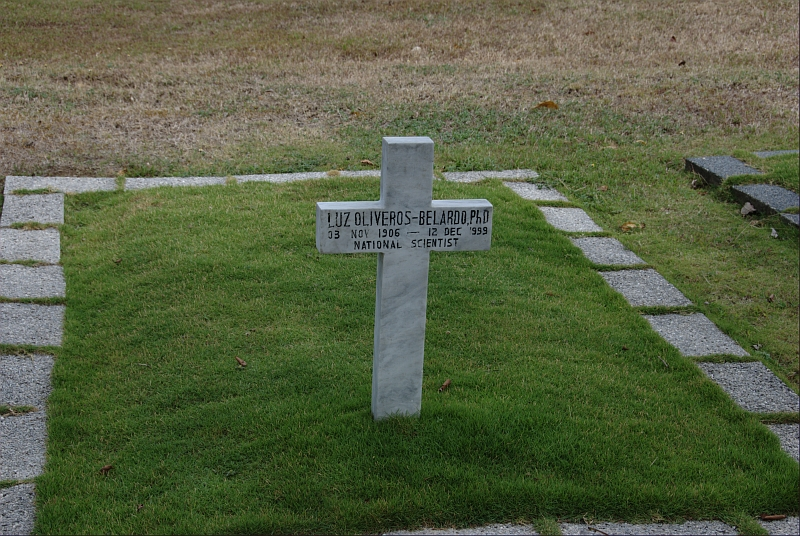
Grab der Nationalwissenschaftlerin der Philippinen, Luz Oliveros-Belardo, auf dem Friedhof der Helden

## Auszeichnungen und Ehrungen (Auswahl)
- 1956: Lunsford-Richardson Award in Pharmacy, USA
- 1963: Preis für herausragende Apotheker der Philippine Pharmaceutical Association
- 1965: Fellow der American Association of University Women (AAUW)[7]
- 1979: Federation International de Abogadas-Preis
- 1981: Anerkennungsplakette der Waseda-Universität, Japan
- 1983: Preis der Professional Regulation Commission in Pharmacy
- 1984: Preis des National Research Council of the Philippines für Phytochemie
- 1985: Distinguished Leadership Award in Chemistry, USA
- 1987: Nationalwissenschaftlerin der Philippinen
- 1988: El Consejo Cultural Mundial Award, Mexiko